# 酸化銅(III)
酸化銅(III)(Copper(III) oxide)は、化学式Cu2O3の仮説上の無機化合物である。純粋な固体としては未だ単離されていないが、銅酸化物超伝導体を構成する。銅(III)は、ヘキサフルオロ銅酸カリウム(III)等のイオン性環境の中で安定する。